# Arts Center di Seul
L'Arts Center di Seul (예술의 전당?, Yesur-ui jeondangLR) è una struttura, sita nella capitale sudcoreana, che ospita diversi edifici dedicati all'arte. Comprende il teatro d'opera, l'auditorium, una galleria d'arte, la "Sala della Calligrafia" e un teatro riservato agli spettacoli teatrali.

## Descrizione
Il complesso si estende su un'area di circa 230 m² e nelle sue vicinanze sorge il Daesungsa, un tempio buddhista.
Il Seoul Arts Center è noto proprio per i suoi esterni, che ospitano diversi eventi e spettacoli. Vi sono, infatti, un teatro all'aperto a forma di mezzaluna e diverse piazze, nonché un laghetto in stile coreano.
Il Teatro dell'Opera è costruito in modo da rappresentare la forma del Gat, il tradizionale cappello coreano fatto di bambù e si trova al centro del complesso. La Sala della Calligrafia, invece, ospita una collezione di caratteri cinesi.